# Синдром Моркио
Мукополисахаридоз IV типа или синдром Моркио — наследственное заболевание из группы лизосомных болезней накопления, впервые описано L. Morquio в 1929 году. Клинические проявления характеризуются значительными деформациями скелета, особенно грудной клетки. В отличие от других типов мукополисахаридозов, IV тип характеризуется отсутствием снижения интеллекта, помутнения роговицы, гепатоспленомегалии и гротескных черт лица.

## Эпоним
Заболевание описано в 1929 году уругвайским педиатром Luis Morquio (1867-1935) и Джеймсом Фредериком Брэйлсфордом (1888–1961), английским рентгенологом в Бирмингеме, Англия.

## Классификация
Различают несколько форм мукополисахаридоза IV типа:
- тяжёлую или классическую,
- промежуточную,
- лёгкую.

## Наследование
Заболевание наследуется по аутосомно-рецессивному типу.

## Лечение
Заместительная терапия: элосульфаза альфа